# Rio Corbu (Boia)
O Rio Corbu é um rio da Romênia, afluente do Boia Mică, localizado no distrito de Vâlcea.